# Герега Олександр Володимирович
Гере́га Олекса́ндр Володи́мирович (нар. 27 червня 1967, Городок, Хмельницька область, УРСР) — український політик, бізнесмен, народний депутат VII, VIII і IX скликань, член групи «За майбутнє». Засновник політичної партії «За конкретні справи», президент Федерації важкої атлетики України, віцепрезидент УАФ. Співвласник групи компаній «Епіцентр К», яка розвиває мережі торгових центрів «Епіцентр К», «Нова лінія», онлайн-магазин epicentrk.ua, а також виробництво у сфері агропромисловості, керамічної плитки, деревообробки.
Голова підкомітету з питань загального податкового адміністрування та оподаткування податком на прибуток підприємств, бухгалтерського обліку і аудиту Комітету Верховної Ради з питань фінансів, податкової та митної політики.
Голосував за закон України 12414, який був ухвалений з порушенням Регламенту Верховної Ради України та підпорядкував НАБУ та САП Генеральному прокурору.

## Життєпис
Народився 27 червня 1967 року в Городку на Хмельниччині у робітничій сім'ї. Батьки працювали на верстатобудівному заводі: батько — токарем 6-го розряду, а мати — в інструментальному цеху.
- У 1984 році закінчив середню школу № 1 у Городку Хмельницької області.
- У 1985 році навчався у Городоцькому філіалі Хмельницького ПТУ № 17.[9]
- З 1985 по 1987 рік служив в радянській армії.
- З 1987 по 1990 рік навчався в Хмельницькому кооперативному технікумі. Вищу освіту здобував у Львівській комерційній академії, спеціальність «Менеджмент організацій і адміністрування».

Трудову діяльність розпочав ще у шкільному віці: у період шкільних канікул працював вантажником на хлібозаводі, у радгоспі — на заготівлі ягід та підготовці тари для них. Після закінчення технікуму працював експедитором Городоцької міжрайбази.

## Бізнес
З 1991 року заснував власну справу. Розпочав з продажу керамічної плитки та сантехніки. 1996 року відкрив перший магазин роздрібної торгівлі.
2003 — заснував ТОВ «Епіцентр К», згодом це — найбільша в Україні мережа будівельно-господарських гіпермаркетів «Епіцентр». З 2003 року до жовтня 2012 року очолював товариство з обмеженою відповідальністю «Епіцентр К».
У 2013 році ТОВ «Епіцентр К» придбав контрольний пакет акцій будівельних супермаркетів «Нова Лінія».
Того ж року було придбано логістичний комплекс «Калинівка», 2015 року на його базі відкрито митний термінал «Калинівка».
2016 року створено інтернет-магазин 27.ua. 2019 року на його основі створено інтернет-магазин Epicentrk.ua.
У 2017 році сім'я Герег поглинула 19 агрофірм.
Згодом у 2017 році став співзасновником телеканалу «Перший Подільський».
Загалом до 2019 Гереги інвестували в агробізнес понад 6 млрд гривень і планують інвестувати ще 2,5 мільярда гривень в елеваторне господарство. До складу групи також входять 20 тваринницьких ферм.
У лютому 2019 року подружжя Герег інвестувало 3 мільярди гривень в будівництво заводу з виробництва керамічної плитки в селищі Калинівка Київської області.

## Власність
Олександр Герега є власником і бенефіціаром цілого ряду компаній: ТОВ «Епіцентр К», ТОВ «Нова лінія», ТОВ «Агрохолдинг 2012», ТзОВ «Карпатська Кераміка», ТОВ «ЦБМ Осмолода», ПрАТ «Логістичний центр Калинівка», ТОВ «СХК Вінницька промислова група», ТОВ «Респектум», ТОВ «Алга Актив», ТОВ «Атена Груп», ТОВ «Інтертуризм».
Земельний банк аграрних активів зосереджений здебільшого на Вінниччині, Хмельниччині, Тернопільщині, Київщині та Черкащині нараховує майже 120 тисяч гектарів.

### Хронологія статків
У 2014 році Герега зі статками у $94 млн посів 18 місце у рейтингу найбагатших українців від Forbes. А за рейтингом журнал Новое Время подружжя із статками у $688 млн зайняли 10 позицію.
У 2016 році Олександр Герега зайняв 18 місце у рейтингу найбагатших від журналу Forbes із статками $173 млн. А статки подружжя журнал Фокус оцінив у $457 млн (16-е місце).
У 2017 році у рейтингу журналу Фокус подружжя Герег зайняло 16 місце зі статками у $465 млн і 10 місце у рейтингу журналу Новое Время із $688 млн.
У 2018 році Гереги посіли 12 місце із $530 млн згідно з рейтингом Фокуса і 10 місце із $843 млн за даними Нового Времени.
У 2019 році аналогічний рейтинг журналу «НВ» вже оцінює статки Гереги у $930 млн (зростання на 10 % проти 2018 року), та віддає йому 7 місце в рейтингу.

## Політика
28 жовтня 2012 року обраний нардепом від 192-го округу. Був членом фракції Партії регіонів. Вже в грудні почав «кнопкодавити» (вперше зробив це за заарештованого в майбутньому Ігоря Маркова).
16 січня 2014 року голосував за «диктаторські» закони.
21 лютого 2014 року вийшов з фракції Партії регіонів у Верховній Раді.
На виборах до ВРУ 26 жовтня 2014 року був обраним нардепом VIII скл. від 192-го округу, отримавши 73,86 % голосів. Працював у складі Комітету Верховної Ради з питань податкової та митної політики.
У 2015 створив політичну партію «За Конкретні Справи». У 2015—2021  — співголова партії.
1 листопада 2018 року Герега був внесений під номером 56 у санкційний список українців, оприлюднений Російською Федерацією.
На парламентських виборах 21 липня 2019 року був обраний народним депутатом Верховної Ради IX скликання по 192-му одномандатному округу Хмельницької області.

## Законодавча діяльність
У VII скликанні Олександр Герега подав і зареєстрував 25 законопроєктів.
У VIII скликанні депутат подав 77 законопроєктів та поправок.

## Громадська діяльність
У 2004 заснував фонд «Епіцентр — дітям», що займається розвитком соціально-спортивних шкіл.
У 2011 заснував БФ «Фонд Олександра та Галини Герег».
У 2012 році заснував Хмельницьку обласну громадську організацію «За конкретні справи», яка спеціалізується переважно на допомозі ветеранам, ремонті лікарень і шкіл, облаштуванні спортзалів.
У квітні 2013 року був обраний президентом Федерації важкої атлетики України.
Герега є віце-президентом ГО «Федерація волейболу України», співвласником волейбольного клубу «Епіцентр-Подоляни» з Городка (Хмельницька область).
З 2017 року — віцепрезидент Федерації футболу України.

### Розвиток спорту
- 14 вересня 2008 року в місті Городку на Хмельниччині було відкрито перший спортивний клуб «Епіцентр».[48]
- 16 жовтня 2014 — у Городку відкрито спорткомплекс «Епіцентр» та проведено Чемпіонату України з важкої атлетики.[49]
- 3 липня 2015 — відкрито спорткомплекс «Епіцентр» у Хмельницькому.[50]
- 16 жовтня 2015 — важкоатлетичний спортивний комплекс «Епіцентр» у Кам'янці-Подільському.[51]
- 12 листопада 2016 — відкрито спорткомплекс «Епіцентр» у с. Плужне Ізяславського району Хмельницької області.[52]
- листопад 2018 року — відкрито спорткомплекс «Епіцентр» в м. Славута Хмельницької області.[53]
- В жовтні 2018 року відкрито першу соціально-спортивну школу Фонду «Реал Мадрид» у Тернополі.[54]

## Скандали
У 2019 році набули розголосу чутки про можливу крупну купівлю активів ПрАТ «Оболонь», а саме заготівельно-перевалочну базу, «Закупненський комбікормовий завод», та «Агрофірму імені В. Д. Слободяна» в Хмельницькій області. Втім 22 березня Антимонопольний Комітет дозволив купівлю.
У вересні 2018 року набула розголосу інформація, що Олександр Герега веде перемовини з Петром Димінським та Ігорем Коломойським щодо купівлі ФК «Карпати». Сам Герега у коментарі повідомив, що інформацією є закритою і конфіденційною. А у жовтні перемовини було зупинено.
2018 деякі ЗМІ написали в себе, що Олександр та Галина Гереги продовжили вести бізнес в тимчасово окупованому Криму, відкривши для цього компанію в Московській області й переоформивши магазини Нова лінія з новою назвою «Новацентр». У травні 2014-го деякі ЗМІ писали, що Епіцентр переєстрував бізнес в Криму після анексії півострова РФ. Втім в компанії заявили, що після анексії півострова керівництво кримських торгових центрів мережі захопило магазини і продовжило вести бізнес в Криму, змінивши вивіску на співзвучний «Новацентр». У листопаді 2022 року ЗМІ повідомили, що колишній будівельний гіпермаркет в Криму був націоналізований Росією як бізнес, пов'язаний із Герегами.
У березні 2018 у Кабміні відбувалось протистояння за призначення кандидатури на посаду голови Хмельницької ОДА. Представники Народного Фронту не хотіли призначення Вадима Лозового, якого називали людиною Гереги. На момент обрання Лозовий був позапартійним, але за рік до обрання став керівником фракції місцевої політичної партії «За конкретні справи».
9 жовтня під час передвиборчої кампанії 2014 року в селі Маків відбувся конфлікт з активістами ВО Свобода. Свободівці стверджують нібито охоронці Гереги надавали їм стусанів.
Займався підкупом виборців будучи самовисуванцем. Герега організував поїздку та безкоштовні квитки на футбольний матч Україна-Люксембург, що пройшов у Львові для вболівальників 192 виборчого округу (Хмельницька область). Будучи кандидатом на пост депутата він також подарував Городоцькій центральній районній лікарні (Хмельницька область) новий корпус на 120 ліжкомісць та сучасне медичне обладнання. Самовисуванець Олександр Герега подарував особисті подарунки лікарям Городоцького району Хмельницької області на честь Дня медичного працівника.
Народний депутат Олександр Герега не задекларував нерухомість в іспанському містечку Бенікасім, частину з якої місцеві журналісти оцінили у майже шість мільйонів.
У період парламентських перегонів на телеканалі «Перший Подільський» виходили рекламні сюжети з участю Гереги: «Проект розпису храму на станції Дунаївці презентували прихожанам», «На Хмельниччині проходить Чемпіонат України з важкої атлетики». А також сюжети, які містили ознаки агітації за кандидата: «Кубок дружби» у Чемерівцях", «На святкуванні 619 річниці Ярмолинець запалювала Лама», «Занедбаний спортивний комплекс відбудують» та «Омрієний подарунок від нардепа став реальністю». У цих сюжетах йдеться про масштабні святкові заходи, зокрема святкування днів народжень населених пунктів за участі зірок української естради, таких як співачка Лама. Усі ці заходи організовували за підтримки спорідненої громадської організації «За конкретні справи», про що також не зазначалося у фінансовому звіті кандидата.

## Відзнаки
- 27 червня 2009 р. рішенням сесії Городоцької міської ради присвоєно звання «Почесний громадянин міста Городок».[10]
- «Заслужений працівник сфери послуг України» за вагомий особистий внесок у розвиток конституційних засад української державності, багаторічну сумлінну працю, високий професіоналізм у захисті конституційних прав і свобод людини і громадянина. Указ президента від 23 червня 2009 року № 475.
- 8 квітня 2015 — «Найкращий спортивний організатор року» за створення сприятливих умов для розвитку важкої атлетики в Україні та розбудову спортивної інфраструктури в рамках IX премії «Герої спортивного року»
- Орден «Професіонал галузі»[72].
- 2016 — Почесний громадянин села Плужне[73].
- ордени «За заслуги» ІІ і ІІІ ст. (2012 і 2017)[74][75].
- Медаль «Івана Мазепи» — за визначну благодійну діяльність (2019)[76].

## Родина та особисте життя
Одружений з Герегою Галиною. Має двох дітей: доньку Вікторію і сина Тараса.